# 龙鲨属
龙鲨属（学名：Dracopristis）是已灭绝的栉棘鲨目下的一属软骨鱼类，生活在大约3.07亿年前（宾夕法尼亚世）的石炭纪浅海中。龙鲨属的颌骨上长着12排短而扁平的戟齿，背鳍上有一排鳍棘。由于其拥有形似恐龙的颌骨和超过70厘米长的发达鳍棘，因此龙鲨属有着“龙鲨”（Dragon shark）和“哥斯拉巨鲨”（Godzilla shark）等常见昵称。栉棘鲨目与真正的鲨鱼之间的主要区别在于，栉棘鲨目的颌骨更大，并且与头骨结合得更牢固，但颌骨柔韧性也因此相对于真正的鲨鱼而言较差。龙鲨属正模标本的鳍棘长约0.75米（2.5英尺），个体全长约为2米（6英尺）。

## 词源学
霍夫曼龙鲨的属名在拉丁语中意为“巨龙鲨鱼”，种加名是为了纪念在对霍夫曼龙鲨化石进行的研究中给予研究人员帮助的拉尔夫（Ralph）和珍妮特·霍夫曼（Jeanette Hoffman）。

## 发现与描述

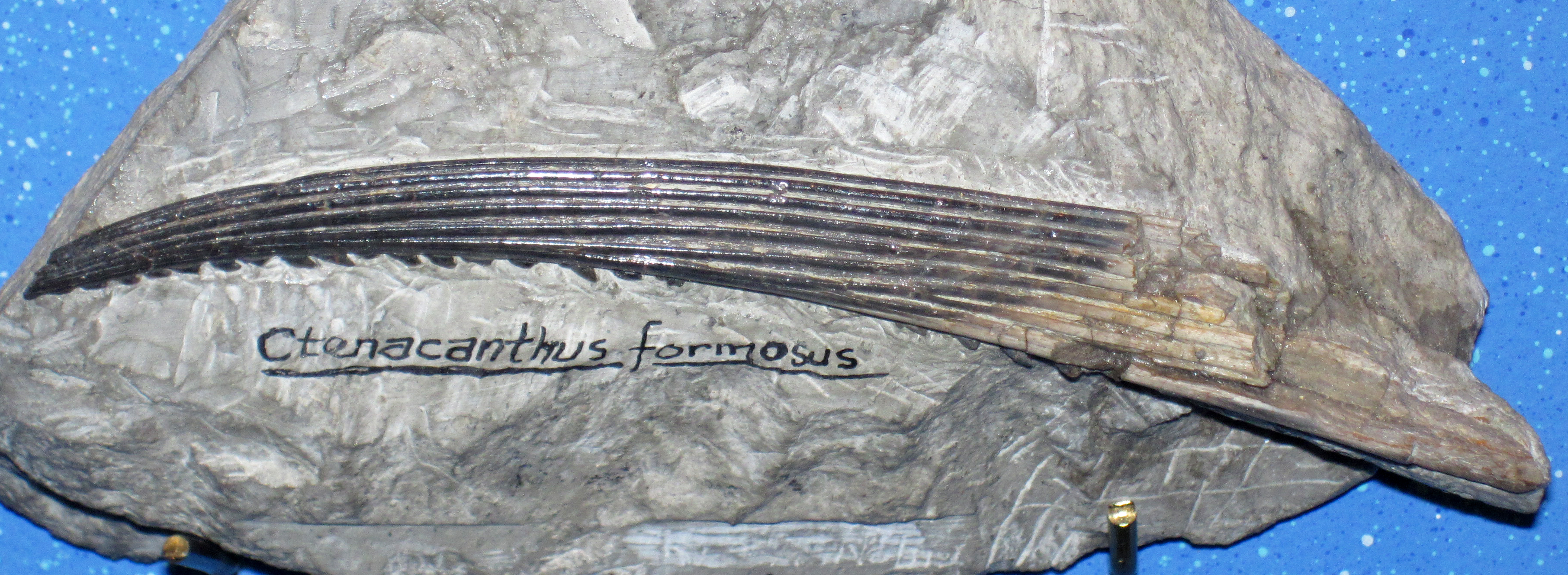
美丽栉棘鲨（Ctenacanthus formosus）的鳍棘，其与霍夫曼龙鲨的鳍棘非常相似。

霍夫曼龙鲨的化石最早发现于2013年，当时研究员霍格奈特从曼萨诺山（Manzano Mountains，位于新墨西哥州阿布奎基市）的晚宾夕法尼亚世岩层（蒂纳哈斯段）中挖掘出了这种鱼的化石。七年后的2021年，它在一篇论文中被正式描述、命名和分类。正模标本的编号为NMMNH P-68537，这是一具铰接式骨骼，属于一个成年雌性个体。正模标本非常完整，保存了大约87-90%的身体部位，这是目前已知保存最完整的一具栉棘鲨目化石标本。另一个标本的编号是NMMNH P-19181，它是一个亚成体的脑颅骨，最初曾被描述为哈贝尔垂棘鲨（Orthacanthus huberi）的化石标本。龙鲨属的牙齿与其它栉棘鲨类一样有多个尖头，可以让它固定并压碎猎物。栉棘鲨目和真正的鲨鱼之间的一个显著区别是前者拥有巨大的鳍棘，其作用可能是抵御捕食者的袭击。它的头部和其它栉棘鲨类一样有一根背棘，这一点可以根据一具捕食一条栉棘鲨目未定种时被其背棘刺入上腭并因此死亡的霍顿鱼属化石推测出来。龙鲨属的鳍棘非常大，大约长57厘米（约占总体长的27%）。

## 分类

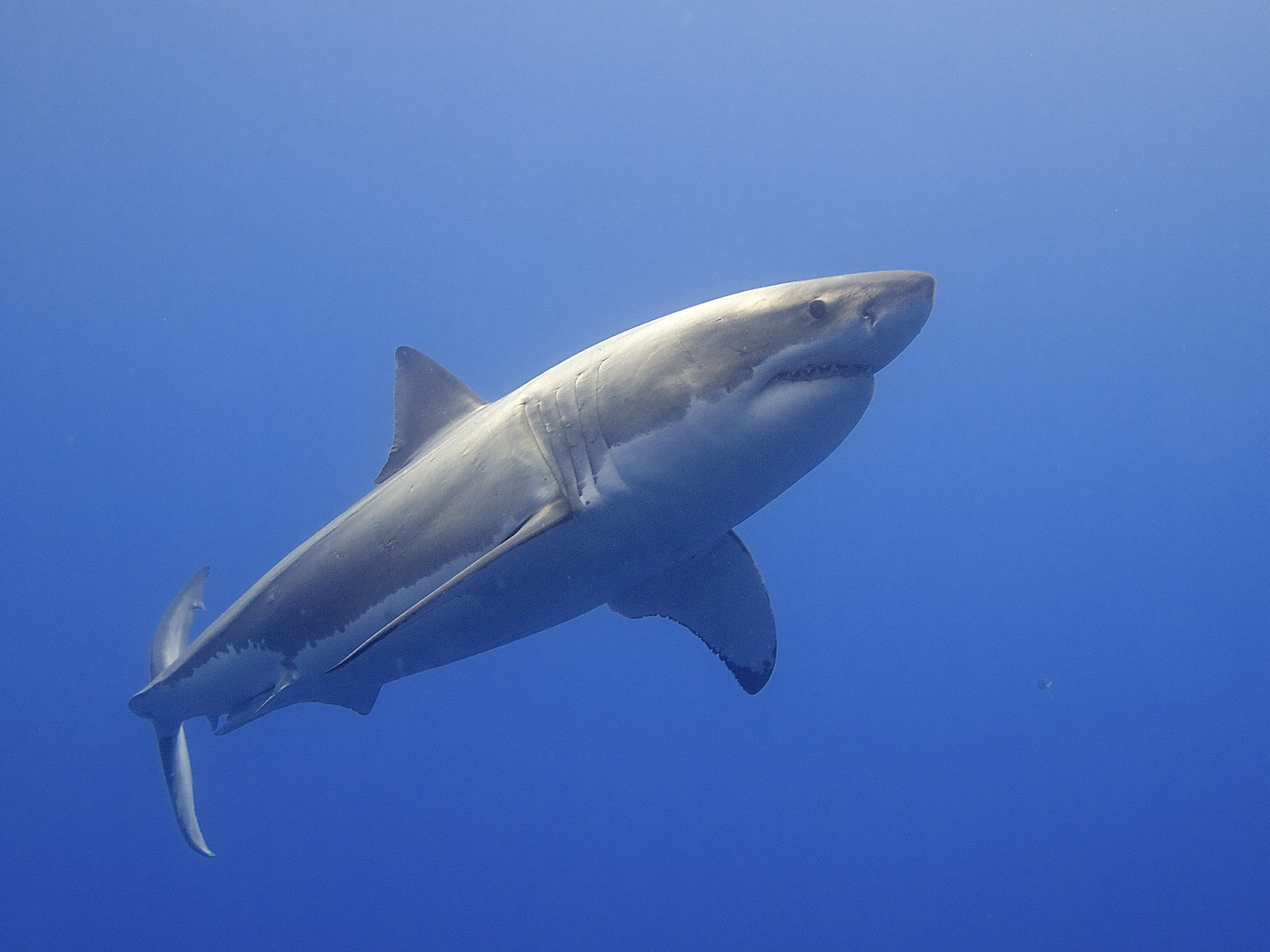
大白鲨等新鲨类是栉棘鲨目的远亲。

龙鲨属是栉棘鲨目的成员，栉棘鲨目属于板鳃亚纲鲨鳐下纲，这意味着它们与现代鲨鱼密切相关。但是，栉棘鲨目不属于鲨总目，因此它们不是真正的鲨鱼。龙鲨属的描述者们在2021年研究正模标本时对其进行了多项支序分类学研究，他们发现栉棘鲨属是龙鲨属的姐妹群，并恢复了长吻鲨属、三锋鲛属和楔棘鲨属在鲨鳐下纲中的分类地位。他们还指出，与其它软骨鱼类（如西莫利鲨目）相比，栉棘鲨目和异棘鲨目更接近鲨鳐下纲冠群。

## 古生物学与古生态学
在龙鲨属生存的时期，一条宽阔的海道覆盖了如今的新墨西哥州地区；它可能是一种生活在沿海浅水区的伏击型捕食者，小型鱼类（包括软骨鱼类）和甲壳动物都是它的猎物。龙鲨属的牙齿表明它擅长抓取与压碎猎物，鳍的形状表明它会潜伏在海底附近，并用鳍棘保护自己免受捕食者的攻击。龙鲨属的化石发现于阿特拉萨多组，更具体的位置在金尼砖石采石场（Kinney Brick Quarry）内（蒂纳哈斯段（Tinajas Member）），目前已知的所有龙鲨属化石均来自于金尼砖石采石场中。在石炭纪时期，该地区是一个包含了河口和潟湖环境的多样化区域。这里可能有一片氧气稀缺的底层水域，这使得化石可以在不受食腐动物干扰的情况下保存下来。对当地鱼类化石标本的研究表明，一些鱼类可能已经适应了淡水环境，而且由于当地环境的因素，淡水鱼和咸水鱼会相互接触。龙鲨属生存的水域还分布有西方格利克曼鲨（Glikmanius occidentalis）等体型更大的栉棘鲨类，这意味着龙鲨属可能是较大型掠食性鱼类的潜在猎物。该地区发现的化石还包括两种弓鲛类、两种全头类、三种辐鳍鱼类和一种巨鱼目肉鳍鱼类，除此之外还有超过31属不同的鱼类。其它鱼类（如大型尤金齿类曲锯鲨属）可能是偶尔游经此地的海洋过客。